# Campionati europei giovanili di pallanuoto
I campionati europei giovanili di pallanuoto (LEN European Youth Championships) sono la maggiore manifestazione continentale organizzata dalla LEN nella quale si assegnano i titoli europei giovanili della pallanuoto.

## EdizioniUnder 19

### Torneo maschile
| No.    | Anno | Sede                            | Oro                 | Argento          | Bronzo           |
| ------ | ---- | ------------------------------- | ------------------- | ---------------- | ---------------- |
| I      | 1970 | Rotterdam ( Paesi Bassi)        | Unione Sovietica    | Spagna           | Germania Ovest   |
| II     | 1971 | Barcellona ( Spagna)            | Ungheria            | Spagna           | Unione Sovietica |
| III    | 1973 | Duisburg ( Germania Ovest)      | Ungheria            | Unione Sovietica | Spagna           |
| IV     | 1975 | Jönköping ( Svezia)             | Unione Sovietica    | Spagna           | Ungheria         |
| V      | 1976 | La Valletta ( Malta)            | Italia              | Ungheria         | Spagna           |
| VI     | 1978 | Budapest ( Ungheria)            | Unione Sovietica    | Ungheria         | Germania Ovest   |
| VII    | 1980 | Sittard ( Paesi Bassi)          | Spagna              | Unione Sovietica | Ungheria         |
| VIII   | 1982 | Varna ( Bulgaria)               | Italia              | Romania          | Unione Sovietica |
| IX     | 1984 | Santa Cruz ( Spagna)            | Italia              | Jugoslavia       | Spagna           |
| X      | 1986 | Berlino Ovest ( Germania Ovest) | Germania Ovest      | Unione Sovietica | Ungheria         |
| XI     | 1988 | Veenendaal ( Paesi Bassi)       | Jugoslavia          | Unione Sovietica | Ungheria         |
| XII    | 1990 | Varna ( Bulgaria)               | Jugoslavia          | Cecoslovacchia   | Ungheria         |
| XIII   | 1992 | Sopron ( Ungheria)              | Ungheria            | Spagna           | Grecia           |
| XIV    | 1994 | Bratislava ( Slovacchia)        | Ungheria            | Croazia          | Spagna           |
| XV     | 1996 | Istanbul ( Turchia)             | Jugoslavia          | Ungheria         | Croazia          |
| XVI    | 1998 | Bratislava ( Slovacchia)        | Jugoslavia          | Italia           | Croazia          |
| XVII   | 2000 | Lünen ( Germania)               | Jugoslavia          | Grecia           | Italia           |
| XVIII  | 2002 | Bari ( Italia)                  | Jugoslavia          | Ungheria         | Italia           |
| XIX    | 2004 | Gżira ( Malta)                  | Serbia e Montenegro | Croazia          | Ungheria         |
| XX     | 2006 | Oradea ( Romania)               | Serbia e Montenegro | Ungheria         | Spagna           |
| XXI    | 2008 | Istanbul ( Turchia)             | Montenegro          | Spagna           | Serbia           |
| XXII   | 2009 | La Canea ( Grecia)              | Croazia             | Montenegro       | Serbia           |
| XXIII  | 2012 | Canet-en-Roussillon ( Francia)  | Italia              | Serbia           | Croazia          |
| XXIV   | 2014 | Tbilisi ( Georgia)              | Serbia              | Ungheria         | Croazia          |
| XXV    | 2016 | Alphen ( Paesi Bassi)           | Serbia              | Italia           | Spagna           |
| XXVI   | 2018 | Minsk ( Bielorussia)            | Grecia              | Montenegro       | Spagna           |
| XXVII  | 2022 | Podgorica ( Montenegro)         | Serbia              | Spagna           | Ungheria         |
| XXVIII | 2024 | Burgas ( Bulgaria)              | Croazia             | Montenegro       | Spagna           |

### Torneo femminile
| No.  | Anno | Sede                   | Oro         | Argento     | Bronzo      |
| ---- | ---- | ---------------------- | ----------- | ----------- | ----------- |
| I    | 1994 | Arnhem ( Paesi Bassi)  | Paesi Bassi | Grecia      | Ungheria    |
| II   | 1996 | Netanya ( Israele)     | Paesi Bassi | Grecia      | Ungheria    |
| III  | 1998 | Horbury ( Regno Unito) | Ungheria    | Russia      | Grecia      |
| IV   | 2000 | Plzeň ( Rep. Ceca)     | Russia      | Ungheria    | Grecia      |
| V    | 2002 | Loulé ( Portogallo)    | Grecia      | Ungheria    | Spagna      |
| VI   | 2004 | Bari ( Italia)         | Paesi Bassi | Grecia      | Russia      |
| VII  | 2006 | Kiriši ( Russia)       | Russia      | Paesi Bassi | Ungheria    |
| VIII | 2008 | La Canea ( Grecia)     | Italia      | Ungheria    | Russia      |
| IX   | 2009 | Napoli ( Italia)       | Russia      | Italia      | Paesi Bassi |
| X    | 2012 | Čeljabinsk ( Russia)   | Russia      | Ungheria    | Italia      |
| XI   | 2014 | Ostia ( Italia)        | Grecia      | Italia      | Spagna      |
| XII  | 2016 | L'Aia ( Paesi Bassi)   | Paesi Bassi | Spagna      | Grecia      |
| XIII | 2018 | Funchal ( Portogallo)  | Spagna      | Russia      | Paesi Bassi |
| XIV  | 2022 | Netanya ( Israele)     | Spagna      | Ungheria    | Grecia      |
| XV   | 2024 | Zagabria ( Croazia)    | Spagna      | Ungheria    | Grecia      |

## EdizioniUnder 17eUnder 18

### Torneo maschile
| No.                                              | Anno | Sede                      | Oro                 | Argento          | Bronzo         |
| ------------------------------------------------ | ---- | ------------------------- | ------------------- | ---------------- | -------------- |
| Competizione riservata agli under-18 (1983-2007) |      |                           |                     |                  |                |
| I                                                | 1983 | Istanbul ( Turchia)       | Ungheria            | Jugoslavia       | Italia         |
| II                                               | 1985 | La Valletta ( Malta)      | Unione Sovietica    | Ungheria         | Spagna         |
| III                                              | 1987 | Atene ( Grecia)           | Jugoslavia          | Unione Sovietica | Germania Ovest |
| IV                                               | 1989 | Istanbul ( Turchia)       | Ungheria            | Jugoslavia       | Italia         |
| V                                                | 1993 | Veenendaal ( Paesi Bassi) | Ungheria            | Croazia          | Italia         |
| VI                                               | 1995 | Esslingen ( Germania)     | Jugoslavia          | Ungheria         | Spagna         |
| VII                                              | 1997 | Maribor ( Jugoslavia)     | Ungheria            | Croazia          | Grecia         |
| VIII                                             | 1999 | Sofia ( Bulgaria)         | Croazia             | Italia           | Ungheria       |
| IX                                               | 2001 | Hagen ( Germania)         | Ungheria            | Grecia           | Jugoslavia     |
| X                                                | 2003 | Istanbul ( Turchia)       | Serbia e Montenegro | Ungheria         | Croazia        |
| XI                                               | 2005 | Sofia ( Bulgaria)         | Serbia e Montenegro | Croazia          | Ungheria       |
| XII                                              | 2007 | Gżira ( Malta)            | Serbia              | Ungheria         | Croazia        |
| Competizione riservata agli under-17 (dal 2008)  |      |                           |                     |                  |                |
| XIII                                             | 2008 | Belgrado ( Serbia)        | Ungheria            | Serbia           | Croazia        |
| XIV                                              | 2010 | Stoccarda ( Germania)     | Italia              | Grecia           | Croazia        |
| XV                                               | 2011 | Rijeka ( Croazia)         | Croazia             | Italia           | Spagna         |
| XVI                                              | 2013 | Gżira ( Malta)            | Montenegro          | Serbia           | Italia         |
| XVII                                             | 2015 | Baku ( Azerbaigian)       | Serbia              | Spagna           | Grecia         |
| XVIII                                            | 2017 | Gżira ( Malta)            | Montenegro          | Spagna           | Ungheria       |
| XIX                                              | 2019 | Tbilisi ( Georgia)        | Italia              | Spagna           | Ungheria       |
| XX                                               | 2021 | Gżira ( Malta)            | Serbia              | Grecia           | Ungheria       |
| XXI                                              | 2023 | Magnesia ( Turchia)       | Grecia              | Serbia           | Spagna         |

### Torneo femminile
| No.                                              | Anno | Sede                      | Oro      | Argento     | Bronzo      |
| ------------------------------------------------ | ---- | ------------------------- | -------- | ----------- | ----------- |
| Competizione riservata alle under-18 (2001-2007) |      |                           |          |             |             |
| I                                                | 2001 | Manchester ( Regno Unito) | Grecia   | Rep. Ceca   | Russia      |
| II                                               | 2003 | Emmen ( Paesi Bassi)      | Russia   | Ungheria    | Italia      |
| III                                              | 2005 | Porto ( Portogallo)       | Russia   | Ungheria    | Paesi Bassi |
| IV                                               | 2007 | La Canea ( Grecia)        | Russia   | Italia      | Spagna      |
| Competizione riservata alle under-17 (dal 2008)  |      |                           |          |             |             |
| V                                                | 2008 | Győr ( Ungheria)          | Italia   | Ungheria    | Russia      |
| VI                                               | 2010 | Kam"jans'ke ( Ucraina)    | Russia   | Spagna      | Ungheria    |
| VII                                              | 2011 | Madrid ( Spagna)          | Grecia   | Ungheria    | Spagna      |
| VIII                                             | 2013 | Istanbul ( Turchia)       | Grecia   | Spagna      | Paesi Bassi |
| IX                                               | 2015 | Baku ( Azerbaigian)       | Russia   | Spagna      | Grecia      |
| X                                                | 2017 | Novi Sad ( Serbia)        | Spagna   | Paesi Bassi | Ungheria    |
| XI                                               | 2019 | Volo ( Grecia)            | Spagna   | Russia      | Italia      |
| XII                                              | 2021 | Sebenico ( Croazia)       | Russia   | Grecia      | Ungheria    |
| XIII                                             | 2023 | Magnesia ( Turchia)       | Ungheria | Spagna      | Grecia      |

## EdizioniUnder 15eUnder 16

### Torneo maschile
| No.                                              | Anno | Sede                    | Oro      | Argento    | Bronzo     |
| ------------------------------------------------ | ---- | ----------------------- | -------- | ---------- | ---------- |
| Competizione riservata agli under-15 (2019-2023) |      |                         |          |            |            |
| I                                                | 2019 | Burgas ( Bulgaria)      | Ungheria | Montenegro | Italia     |
| II                                               | 2021 | Loulé ( Portogallo)     | Ungheria | Spagna     | Grecia     |
| III                                              | 2023 | Podgorica ( Montenegro) | Ungheria | Montenegro | Grecia     |
| Competizione riservata agli under-16 (dal 2025)  |      |                         |          |            |            |
| IV                                               | 2025 | Istanbul ( Turchia)     | Italia   | Ungheria   | Montenegro |

### Torneo femminile
| No.                                              | Anno | Sede                | Oro      | Argento | Bronzo   |
| ------------------------------------------------ | ---- | ------------------- | -------- | ------- | -------- |
| Competizione riservata alle under-15 (2019-2023) |      |                     |          |         |          |
| I                                                | 2019 | Kiriši ( Russia)    | Spagna   | Russia  | Grecia   |
| II                                               | 2021 | Szentes ( Ungheria) | Ungheria | Russia  | Spagna   |
| III                                              | 2023 | Zagabria ( Croazia) | Spagna   | Grecia  | Ungheria |
| Competizione riservata alle under-16 (dal 2025)  |      |                     |          |         |          |
| IV                                               | 2025 | Istanbul ( Turchia) | Spagna   | Grecia  | Ungheria |